# 1997 na política
Nesta página encontrará referências aos acontecimentos directamente relacionados com a política ocorridos durante o ano de 1997.

## Eventos
- 4 de Junho- A vila portuguesa de Sacavém é elevada a cidade.
- 1 de Julho -  Fim do Império Britânico - (1583-1997)
- 12 de Julho - O povoado português de Aguada de Cima é elevado à categoria de vila; Alcácer do Sal, Fátima, Sines e Vila Nova de Foz Côa são elevadas à categoria de cidade.
- 24 de Julho - Em Portugal, Queluz é elevada à categoria de cidade.

## Mortes
| Data        | Nome                | Profissão               | Nacionalidade | Observações | Ref |
| ----------- | ------------------- | ----------------------- | ------------- | ----------- | --- |
| 29 de Abril | Eduardo Mascarenhas | psicanalista e político | Brasil        | n. 1942     |     |